# مزرعه‌نرزمز
مزرعه‌نرزمز، روستایی از توابع بخش مرکزی شهرستان نقده در استان آذربایجان غربی ایران است.

## جمعیت
این روستا در دهستان سلدوز قرار دارد و براساس سرشماری مرکز آمار ایران در سال ۱۳۸۵، جمعیت آن زیر سه خانوار بوده‌است.